# Otaviberge
Die Otaviberge (auch bekannt als Otavi-Bergland) liegen im zentralen Norden Namibias, nordöstlich der Stadt Otavi und füllen im Wesentlichen das sogenannte „Otavi-Dreieck“ (auch „Maisdreieck“ genannt), ein rund 2500 km² großes Areal zwischen den drei Städten Otavi, Tsumeb und Grootfontein. 
Die raue Berglandschaft besteht im Wesentlichen aus verwitterten Carbonatfelsen. Der höchste Gipfel ist die Gross-Otavi Spitze mit 2069 m. Bedeutende Landschaftsmerkmale sind die Drachenhauchloch- und Ghaubhöhle, letztere mit ca. 2,7 Kilometern Länge drittlängste Höhle in Namibia sowie der Hoba-Meteorit, der größte Meteorit der Erde. Historische Bekanntheit erlangte der Elefantenberg.
Die Berghänge und Täler sind vorwiegend mit Dornbüschen sowie vereinzelten Euphorbien (Wolfsmilch) überwachsen, Letzteres ein Hinweis darauf, dass die mittlere Jahrestemperatur deutlich über 30 °Celsius liegt. Die Otaviberge weisen mit 520 mm eine der höchsten Niederschlagsmengen – und somit auch einen der höchsten Grundwasserbestände in Namibia auf. Nicht zuletzt deshalb gilt der Boden als einer der reichsten in Namibia.

## Wirtschaft
Ebenso wie das nahe gelegene Bergwerk in Tsumeb und bei Grootfontein beherbergen die Otaviberge einen beachtlichen Reichtum an Mineralien. Unter anderem werden an den Minenorten Uchab (früher Guchab), Abenab sowie Berg Aukas beeindruckende Mineralien gefunden, insbesondere Descloizit, Willemit, Dioptas und die weltgrößten Vanadinit-Kristalle.
Auf wenigen Hektar im Bergland wird auf zwei Weingütern namibischer Wein angebaut.

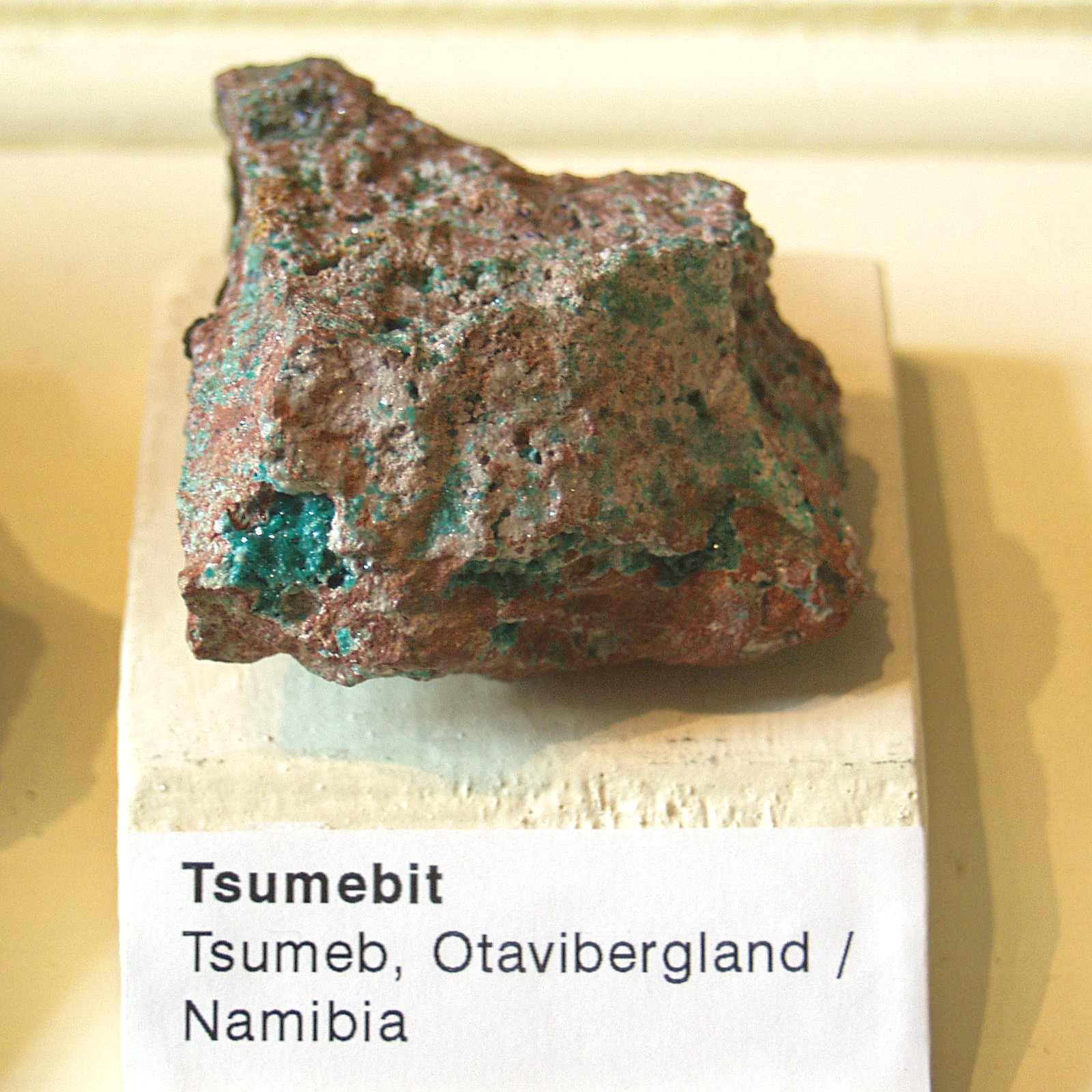
Tsumebit aus den Otavibergen
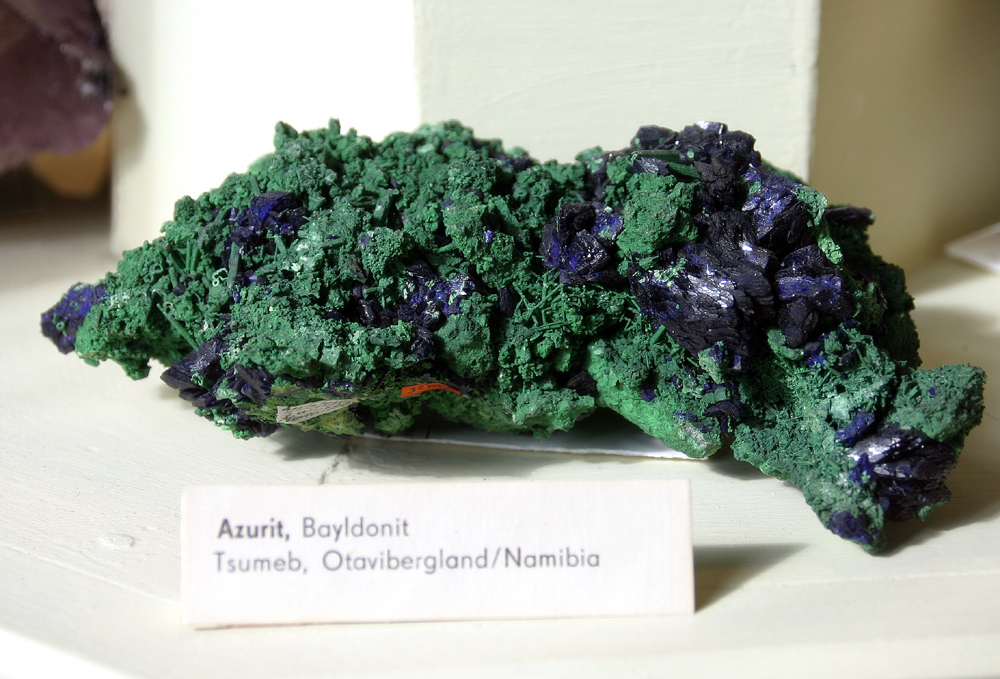
Bayldonit aus den Otavibergen

## Fossilienfunde
Am Berg Aukas wurde 1991 der erste Beleg – ein zur Hälfte erhaltener Unterkiefer – für die rund 13 Millionen Jahre alte Primaten-Gattung Otavipithecus entdeckt.